# Rigney
Rigney és un municipi francès situat al departament del Doubs i a la regió de Borgonya - Franc Comtat. L'any 2007 tenia 427 habitants.

## Demografia

### Població
El 2007 la població de fet de Rigney era de 427 persones. Hi havia 159 famílies de les quals 32 eren unipersonals (20 homes vivint sols i 12 dones vivint soles), 48 parelles sense fills, 71 parelles amb fills i 8 famílies monoparentals amb fills.
La població ha evolucionat segons el següent gràfic:
Habitants censats

### Habitatges
El 2007 hi havia 187 habitatges, 160 eren l'habitatge principal de la família, 7 eren segones residències i 21 estaven desocupats. 161 eren cases i 26 eren apartaments. Dels 160 habitatges principals, 129 estaven ocupats pels seus propietaris, 28 estaven llogats i ocupats pels llogaters i 3 estaven cedits a títol gratuït; 1 tenia una cambra, 12 en tenien dues, 12 en tenien tres, 32 en tenien quatre i 103 en tenien cinc o més. 126 habitatges disposaven pel capbaix d'una plaça de pàrquing. A 62 habitatges hi havia un automòbil i a 84 n'hi havia dos o més.

### Piràmide de població
La piràmide de població per edats i sexe el 2009 era:
| Homes | Edats   | Dones |
| ----- | ------- | ----- |
| 0     | 95 o +  | 0     |
| 0     | 90 a 94 | 4     |
| 0     | 85 a 89 | 0     |
| 4     | 80 a 84 | 0     |
| 12    | 75 a 79 | 0     |
| 4     | 70 a 74 | 16    |
| 12    | 65 a 69 | 8     |
| 16    | 60 a 64 | 8     |
| 16    | 55 a 59 | 16    |
| 16    | 50 a 54 | 16    |
| 0     | 45 a 49 | 4     |
| 20    | 40 a 44 | 12    |
| 28    | 35 a 39 | 28    |
| 12    | 30 a 34 | 24    |
| 8     | 25 a 29 | 4     |
| 0     | 20 a 24 | 16    |
| 12    | 15 a 19 | 12    |
| 8     | 10 a 14 | 12    |
| 16    | 5 a 9   | 20    |
| 8     | 0 a 4   | 20    |

## Economia
El 2007 la població en edat de treballar era de 256 persones, 189 eren actives i 67 eren inactives. De les 189 persones actives 183 estaven ocupades (92 homes i 91 dones) i 6 estaven aturades (3 homes i 3 dones). De les 67 persones inactives 27 estaven jubilades, 22 estaven estudiant i 18 estaven classificades com a «altres inactius».

### Ingressos
El 2009 a Rigney hi havia 162 unitats fiscals que integraven 431 persones, la mediana anual d'ingressos fiscals per persona era de 17.440 €.

### Activitats econòmiques
Dels 23 establiments que hi havia el 2007, 1 era d'una empresa de fabricació d'altres productes industrials, 4 d'empreses de construcció, 5 d'empreses de comerç i reparació d'automòbils, 2 d'empreses de transport, 1 d'una empresa d'hostatgeria i restauració, 1 d'una empresa financera, 3 d'empreses de serveis, 5 d'entitats de l'administració pública i 1 d'una empresa classificada com a «altres activitats de serveis».
Dels 6 establiments de servei als particulars que hi havia el 2009, 1 era una oficina de correu, 1 una oficina bancària, 1 paleta, 1 guixaire pintor, 1 lampisteria i 1 restaurant.
Dels 2 establiments comercials que hi havia el 2009, 1 era una botiga de més de 120 m² i 1 una fleca.
L'any 2000 a Rigney hi havia 12 explotacions agrícoles que ocupaven un total de 720 hectàrees.

## Equipaments sanitaris i escolars
L'únic equipament sanitari que hi havia el 2009 era una farmàcia.
El 2009 hi havia una escola elemental.

## Poblacions més properes
El següent diagrama mostra les poblacions més properes.